# Charles Huber (explorateur)
Pour les articles homonymes, voir Charles Huber et Huber.
Auguste Hugues Charles Huber (Strasbourg, 19 décembre 1847 - Rabigh, 30 juillet 1884) est un explorateur français.

## Biographie

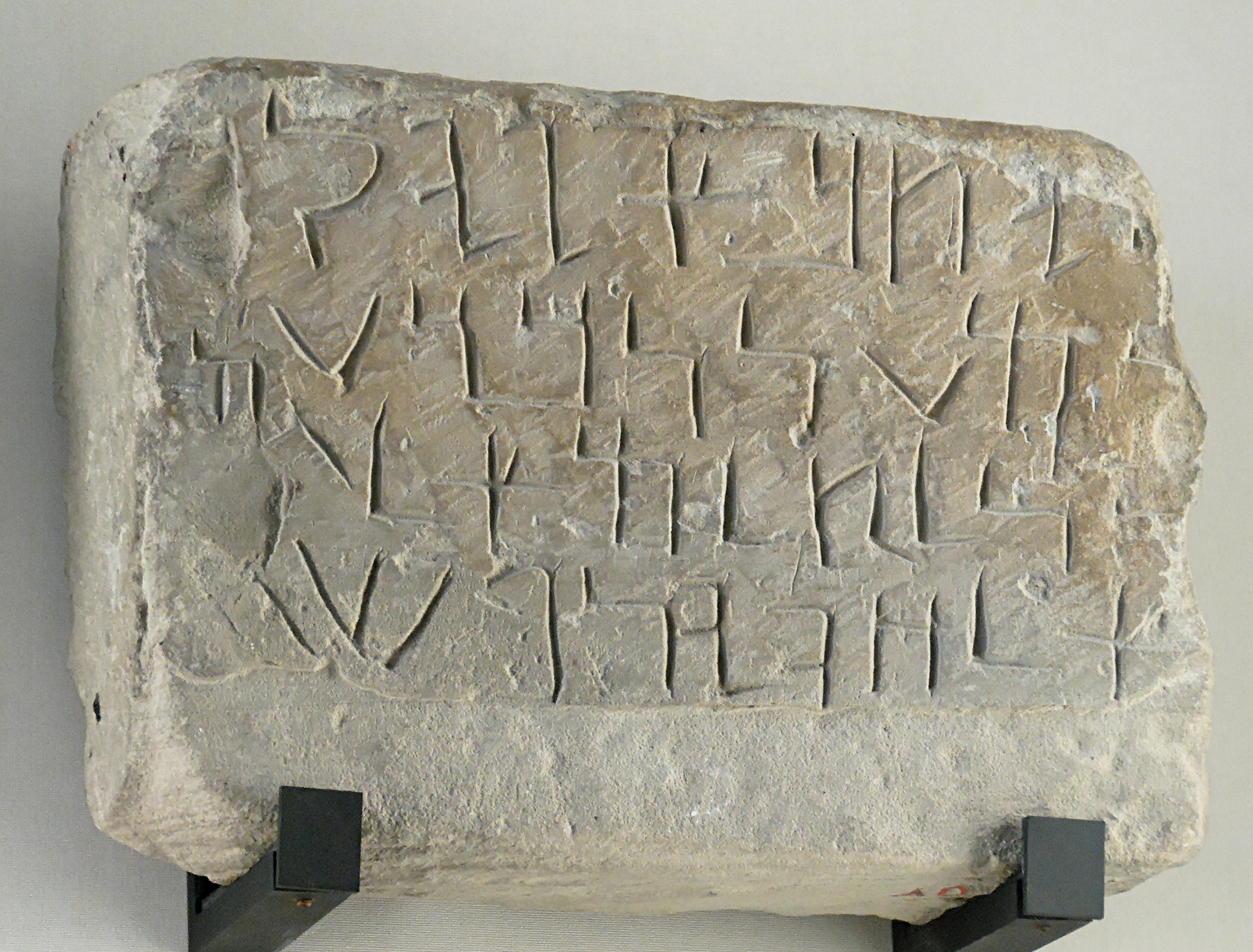
Stèle avec dédicace au dieu Salm,, oasis de Tayma, musée du Louvre, découverte par Charles Huber

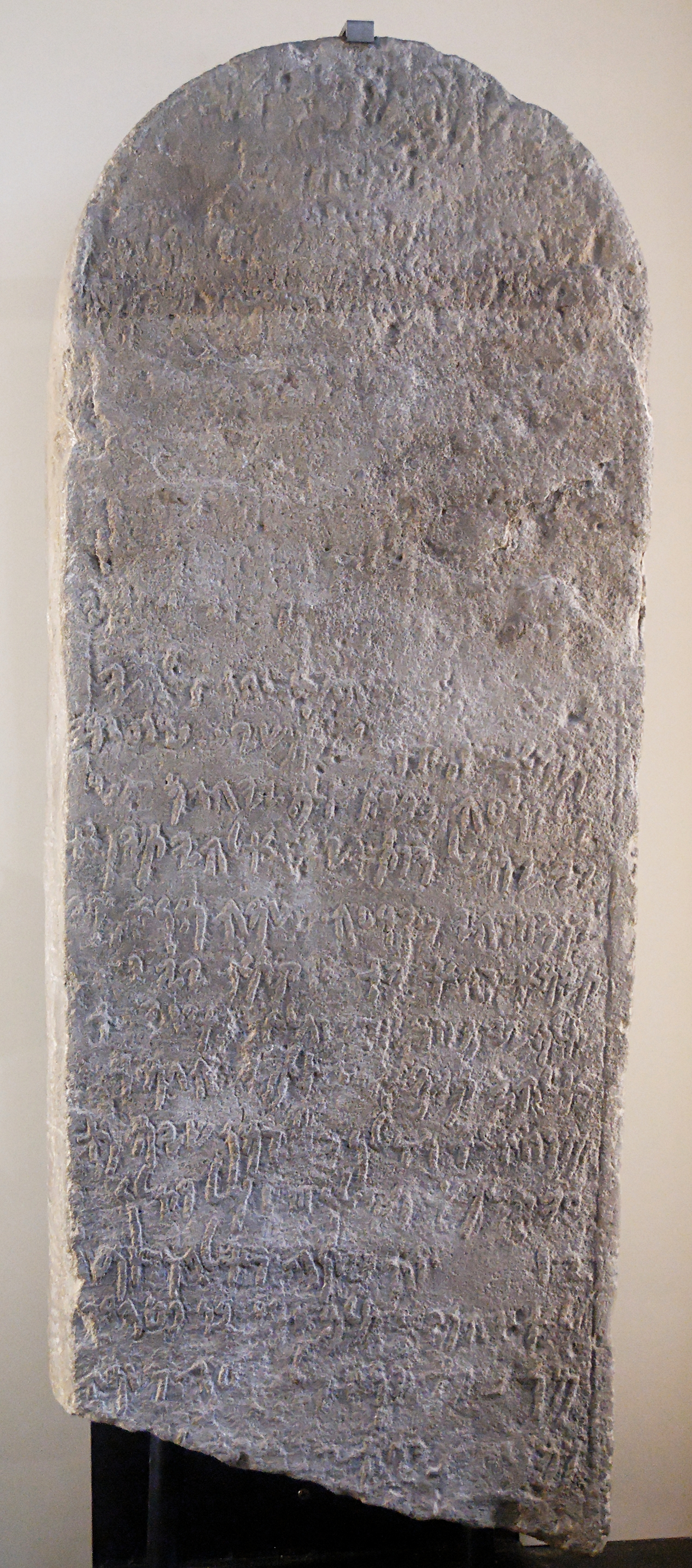
Stèl dite Stèle de Tayma,, oasis de Tayma, musée du Louvre, découverte par Charles Huber

Fils d'un cordonnier de Strasbourg, il fait des études de chimie et de médecine et effectue un premier voyage en Afrique du Nord en 1874. En 1878, il obtient une subvention de huit mille francs du ministère de l'Instruction publique pour mener une expédition de l'Arabie au Tibet par la Perse et l'Afghanistan. 
Il organise son voyage à Paris et à Alger puis gagne Damas où il apprend les dialectes arabes (mai 1879). Parti de Damas le 8 avril 1880, il entre à Kaf le 17 mai et se dirige alors vers le Nefoud. Le 6 juin, il est à Jubbah et le 13, à Haïl. Il y demeure jusqu'à la fin de l'année 1880 et, depuis Haïl,  explore alors, entre autres, Buraydah, Tayma et Khaybar. 
En mars 1881, il rejoint Bagdad et participe à des fouilles archéologiques à Babylone. Il revient ensuite à Damas (décembre 1881) d'où il gagne la France. 
Patronné de nouveau par la commission des Missions du ministère de l'Instruction publique, il prépare en mai 1882, à Strasbourg, une nouvelle expédition. La Société de géographie de Paris le récompense aussi de sa médaille d'or. 
Huber repart en mai 1883. En juin, il est à Beyrouth et en juillet à Damas qu'il quitte le 1er septembre avec dix mille francs. Après Haïl, il parvient à Djedda en mai 1884 où le gouverneur du Hedjaz le reçoit très mal. Le 30 juillet 1884, il est assassiné par deux de ses guides au nord de Djedda, près de Rabigh. C'est Aziz ben Cheikh El Haddad (fils de Cheikh El Haddad), condamné politique enfermé au bagne de Nouvelle-Calédonie, évadé en 1881,  qui retrouve la dépouille de Huber ainsi que ses papiers et divers objets anciens. Parmi ces objets, le musée du Louvre conserve une stèle dite Stèle de Teima et une stèle avec dédicace du dieu Salm (voir ci-contre).
Charles Huber laisse des déterminations géodésiques précises, d'importantes observations hypsométriques, des relevés météorologiques et des études géologiques, ethnographiques, archéologiques et linguistiques. Il a aussi ramené de son premier voyage des collections de poissons fossiles, d'insectes, des reptiles et des crânes. 
La Société de géographie et la Société asiatique, avec le soutien d'Ernest Renan, se sont chargées en 1891 de publier la relation de son voyage.
L'exemplaire de ses relevés, annoté par Julius Euting, est conservé à la Bibliothèque nationale et universitaire de Strasbourg.

## Publications
- Voyage dans l'Arabie centrale : Hamâd, Sammar, Qacîm, Hedjâz : 1878-1882, Paris, Société de géographie, 178 p. + cartes, lire en ligne sur Gallica
- Journal d'un voyage en Arabie (1883-1884), publié par la Société asiatique et la Société de géographie, sous les auspices du Ministère de l'instruction publique, avec atlas, 1891, 778 p. + pl., [lire en ligne]